# Stéphane Antiga

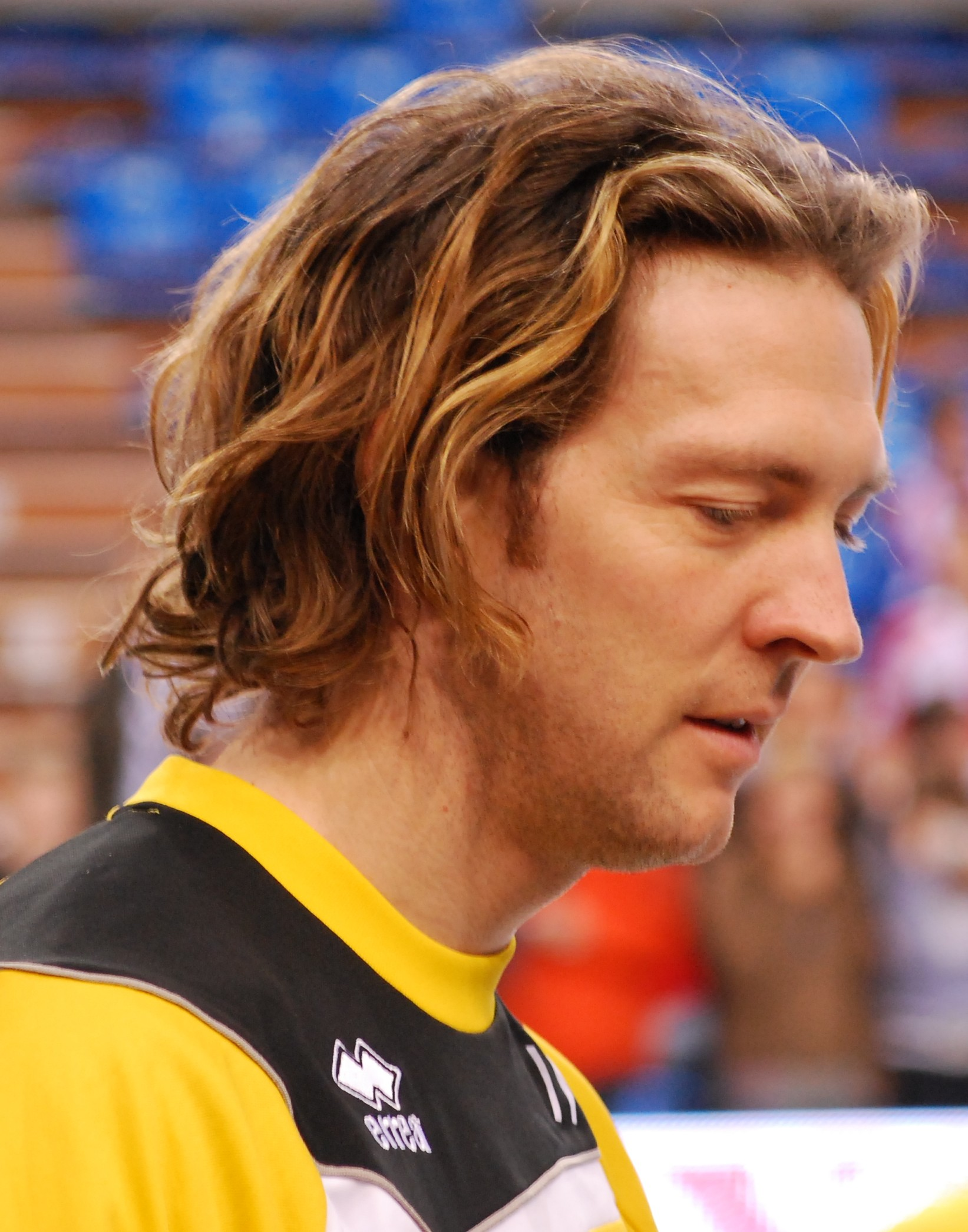
Stéphane Antiga (2009)

Stéphane Antiga (* 3. Februar 1976 in Suresnes, Hauts-de-Seine) ist ein französischer Volleyballtrainer und ehemaliger -spieler.

## Vereinskarriere
Der 200 cm große Antiga spielte in der Annahme. In 20 Jahren Karriere hat er für Teams von UC Paris (Frankreich, 1994–1998), Paris Volley (Frankreich, 1998–2003), Bre Banca Cuneo (Italien, 2003–2004), Portol Palma Mallorca (Spanien, 2004–2007), Skra Bełchatów (Polen, 2007–2011; 2013–2014), Delecta Bydgoszcz (Polen, 2011–2013) gespielt.

## Nationalmannschaft
Antiga spielte bis 2010 in 306 Spielen in der französischen Volleyball-Nationalmannschaft, deren Kapitän er zeitweise gewesen ist.
Er gewann eine Bronzemedaille bei der Weltmeisterschaft 2002 in Argentinien sowie zwei Silbermedaillen bei den Europameisterschaften 2003 in Deutschland und 2009 in der Türkei. Bei der Weltliga 2006 in Russland gewann er ebenfalls eine Silbermedaille.

## Trainerkarriere
Im Mai 2014 begann er seine Trainerkarriere als Trainer der polnischen Nationalmannschaft, mit der er im gleichen Jahr die Weltmeisterschaft gewann.